# Gierzwaluwachtigen
Gierzwaluwachtigen (Apodiformes), ook wel grootvleugeligen genoemd, zijn een orde van vogels. Tot deze orde behoren de gierzwaluwen, boomgierzwaluwen,  en kolibries. Met meer dan 450 beschreven soorten vormen de gierzwaluwachtigen de grootste vogelorde na de zangvogels.
De naam Apodiformes betekent eigenlijk letterlijk: vogels zonder poten. Men meende vroeger dat gierzwaluwen hun hele leven in de lucht bleven en geen poten hadden. Dit is niet waar, ze hebben wel poten, maar het is inderdaad zo dat deze dieren wel erg veel van hun tijd in de lucht doorbrengen. Het zijn ware vliegkunstenaars. Dat laatste geldt ook voor de kolibries, die met gemak in de lucht stilzweven om nectar uit een bloem te drinken. Sommige kolibries zijn zelfs in staat achteruit te vliegen.
De orde is het meest verwant aan de nachtzwaluwachtigen, zoals uit DNA-analyse blijkt. Er zijn drie families en bijna 500 soorten, waarvan meer dan 350 kolibries. De oudste fossielen zijn bekend van het Vroeg-Eoceen, zoals Eocypselus of Primapus.

## Beschrijving
Zoals hun naam doet vermoeden ("voetloos" in het Grieks), zijn de poten van gierzwaluwachtigen klein en beperkt in functie. Ze worden enkel gebruikt bij het neerstrijken. De poten zijn niet bedekt met schubben, zoals veel andere vogels wel hebben. Een ander gemeenschappelijk kenmerk zijn lange vleugels met korte, stevige opperarmbeenderen. De evolutie van deze vleugelkarakteristieken heeft sommige soorten in staat gesteld in de lucht te zweven.

## Taxonomie
- Familie Apodidae (Gierzwaluwen)
- Familie Hemiprocnidae (Boomgierzwaluwen)
- Familie Trochilidae (Kolibries)

Er zijn twee uitgestorven families.
- Familie Aegialornithidae
- Familie Jungornithidae

Accipitriformes (roofvogels en gieren, exclusief valken) · Aegotheliformes (dwergnachtzwaluwen) · Anseriformes (eendachtigen) · Apodiformes (gierzwaluwen en kolibries) · Apterygiformes (kiwi's) · Bucerotiformes (neushoornvogels) · Caprimulgiformes (nachtzwaluwen) · Cariamiformes (seriema's) · Casuariiformes (kasuarissen en emoe) · Charadriiformes (steltloperachtigen) · Ciconiiformes (ooievaarachtigen) · Coliiformes (muisvogels) · Columbiformes (duiven) · Coraciiformes (scharrelaars) · Cuculiformes (koekoekachtigen) · Eurypygiformes (kagoe en zonneral) · Falconiformes (valken en caracara’s) · Galliformes (hoenderachtigen) · Gaviiformes (duikers) · Gruiformes (kraanvogelachtigen) · Leptosomiformes (koerol) · Mesitornithiformes (steltrallen) · Musophagiformes (toerako's) · Nyctibiiformes (reuzennachtzwaluwen) · Opisthocomiformes (hoatzin) · Otidiformes (trappen) · Passeriformes (zangvogels) · Pelecaniformes (pelikanen, reigerachtigen, ibissen en lepelaars) · Phaethontiformes (keerkringvogels) · Phoenicopteriformes (flamingo's) · Piciformes (spechtachtigen) · Podargiformes (kikkerbekken) · Podicipediformes (futen) · Procellariiformes (buissnaveligen) · Psittaciformes (papegaaiachtigen) · Pterocliformes (zandhoenders) · Rheiformes (nandoes) · Sphenisciformes (pinguïns) · Steatornithiformes (vetvogel) · Strigiformes (uilen) · Struthioniformes (loopvogels o.a. struisvogel) · Suliformes (slangenhalsvogels, fregatvogels, aalscholvers en janvangenten) · Tinamiformes (stuithoenders) · Trogoniformes (trogons)

 Portaal Vogels · Indeling van de vogels